# Helge Bäckander
Gustaf Helge Samuel Bäckander, född 13 oktober 1891 i Jönköping, död 11 november 1958 i Helsingborg, var en svensk gymnast. Vid olympiska sommarspelen i Antwerpen 1920 blev han guldmedaljör i trupptävlan, svenskt system.